# 崔相穆弹劾案
2025年3月21日，韩国在野五党（共同民主党、祖国革新党、进步党、社会民主党、基本所得党）因拒绝任命由国会提名的宪法法院法官候选人对崔相穆试图发起弹劾（：／ Choe Sangmok Gihoek Jaejeong-bu Janggwan Tanhaek Sochu），唯憲法法院将宣判韩悳洙彈劾案，弹劾动议未提交全体会议表决。2025年5月1日，在代理总统、国务总理韩悳洙辞职后，在野党议员于当晚处理补充预算案的国会全体会议上，突然要求追加崔相穆的弹劾动议到会议日程。在会议日程中追加弹劾动议的动议在国会全体会议上表决通过。国民力量党表示强烈抗议。 此次弹劾是由反对党共同民主党的金容民等188名议员提出。

## 背景

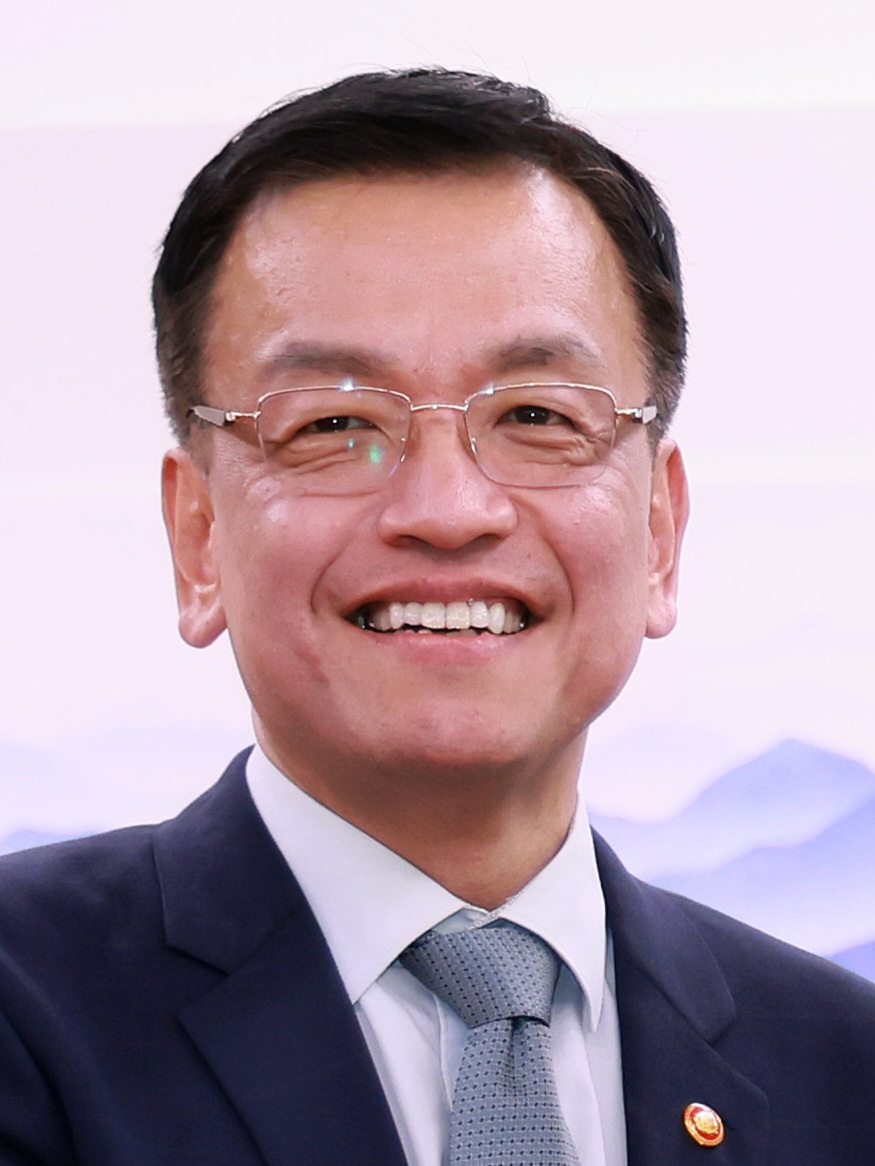
2024年的崔相穆

### 弹劾程序
根据《大韩民国宪法》规定，倘若总统、国务总理或其他国家官员违反法律，国会可弹劾他们。弹劾总统的通过门槛為三分之二议员的支持，而弹劾总理的通过门槛是简单多数决。通过后，被弹劾人将会立刻停职，等待宪法法院裁决。被弹劾人在停职期间仍能保留头衔，并乘坐公务车、专机和安保人员保护，薪资也将继续发放。
《韩国宪法》还规定宪法法院在收到弹劾文件后的180天内做出裁决。倘若被弹劾人在裁决前离职，弹劾案将会驳回。正式罢免被弹劾人需要6名宪法法院法官投下赞成票。

### 尹锡悦弹劾案宪法法院法官任命
根据规定，宪法法院由9名法官组成，其中3人由总统推荐，3人由国会推荐，3人由大法院院长推荐。9名法官中至少7人出席、6人赞成才能确认弹劾、罢免总统。但尹锡悦弹劾案发生之时，由国会推荐的3名宪法法院法官席位空缺，现任法官仅有6名。
在野党积极推动宪院法官的任命。12月9日，国会议长禹元植向国会提交了填补3名宪法法院法官空缺的人事案。12月26日，国会表决通过了3名法官的任命案，敦促代总统立刻批准。另一方面，代总统韩悳洙表示将暂缓任命宪法法院法官，直到朝野经协商达成一致。因此，韩悳洙在12月27日被国会弹劾，由经济副总理兼企划财政部长官崔相穆接任代总统。国民力量抗议该弹劾案，认为代总统的弹劾应当得到200名议员的赞成才能通过，但国会议长禹元植认为弹劾对象是总理，因此只需要151张赞成票。
12月31日，崔相穆宣布任命共同民主党推荐的郑桂先和国民力量推荐的赵汉畅为宪法法院法官，但拒绝任命共同民主党推荐的马恩赫，表示要等到朝野协商一致之后再任命。
代总统崔相穆和国会议长禹元植将马恩赫任命一事上诉到宪法法院。2025年2月27日，宪法法院裁定崔相穆拒绝任命属于违宪行为，但驳回了国会关于立即赋予马恩赫法官地位的请求。此后，崔相穆继续拒绝任命马恩赫。

## 结果
崔相穆在国会开始对弹劾案投票时即刻辞职，导致弹劾案中止，韩悳洙的总理职务和代行总统职权改由社会副总理兼教育部長官李周浩代行。

## 反应
在野党在会议日程中追加弹劾动议的动议在国会全体会议上表决通过前，因为代总统韩悳洙的辞职，外交部向各国驻韩大使馆发送了照会，解释了代理制度的变更。内容为“随着代理总统的辞职，副总理兼企划财政部长官崔相穆将从2日凌晨起至下月3日总统选举期间担任代理总统”。随着崔相穆因弹劾案辞职，外交部紧急撤回1日晚间向各国大使馆发出的照会，2日午夜，驻外使团接到代理总统再次更替的通知。
5月2日，宣布参选总统的韩悳洙针对弹劾案表示:“昨天真的很失望，韩国的政治水平真的达到这种程度吗？”